# Cyrylica na klawiaturze
Cyrylica na klawiaturze – układ klawiatury ze znakami cyrylickimi, służący do zapisywania języków posługujących się cyrylicą. Najpopularniejszym układem, szczególnie na obszarze postradzieckim, jest ЙЦУКЕН (JCUKEN), pierwotnie stworzony do zapisu języka rosyjskiego na maszynach do pisania. Innym rodzajem układów z cyrylicą są klawiatury fonetyczne, na których ułożenie klawiszy jest zbliżone do układu QWERTY – litery cyryliczne odpowiadają literom alfabetu łacińskiego o zbliżonej wartości fonetycznej. 

## Historia

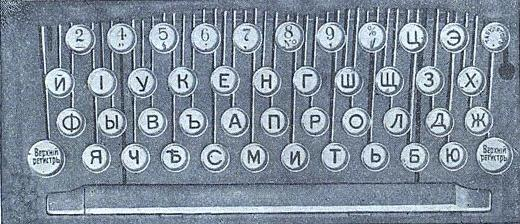
Klawiatura rosyjska maszyny do pisania z 1907 r.

Układ przypominający ЙЦУКЕН opracowano w Stanach Zjednoczonych pod koniec XIX wieku. Wówczas litery Ц i Э znajdowały się po prawej stronie cyfr, a klawisze dla cyfr 0, 1 i 3 były nieobecne, ponieważ zakładano, że można je zastąpić literami О, І i З. Taki układ nazywa się ЙІУКЕН (JIUKEN).   
W wyniku reformy ortografii z 1918 r., z alfabetu rosyjskiego usunięto litery Ѣ, І, Ѳ, Ѵ oraz znacznie ograniczono użycie Ъ. Ostateczne ułożenie liter w układzie ЙЦУКЕН zostało zatwierdzone w 1953 r. wraz z wprowadzeniem normy GOST 6431-52.
W latach 1940–1950 opracowano mongolski standardowy układ klawiatury dla maszyn do pisania, nazywany ФЦУЖЭН. Jest to modyfikacja układu ЙЦУКЕН, w którym przestawiono niektóre litery, aby ułatwić pisanie tekstów w języku mongolskim.

## Przykłady w formacie ЙЦУКЕН

### Klawiatura uzbecka (cyrylica)
Mimo że język uzbecki miał całkowicie zrezygnować z używania cyrylicy do 2000 r., do zmiany w terminie nie doszło, a cyrylica zachowuje wysoki poziom popularności wśród mieszkańców Uzbekistanu.

## Klawiatury fonetyczne
Klawiatura fonetyczna to układ, w którym litery danego języka są przyporządkowane klawiszom klawiatury QWERTY w sposób odpowiadający ich wymowie. Rozwiązanie to m.in. ułatwia pisanie, jeżeli nie są dostępne oznaczenia liter danego języka, a ułożenie liter znacząco się różni.

### Przykłady

#### Klawiatura bułgarska (fonetyczna, BDS 5237:2006)
W 2006 r. Dimityr Skordew z Wydziału Matematyki i Informatyki Uniwersytetu w Sofii, jako jeden z autorów, zaproponował projekt nowego układu klawiatury fonetycznej. Propozycję uwzględniono w projekcie normy krajowej prBDS 5237:2006 „Układy klawiatur w przyrządach do pisania w języku bułgarskim”.
Co prawda wprowadzenie nowej klawiatury fonetycznej w ramach standardu BDS 5237:2006 wiązało się z licznymi kontrowersjami. Szersza publiczność dowiedziała się o wprowadzeniu standardu post factum, a zatwierdzono go w niemal pierwotnej formie, bez szerokich konsultacji społecznych, także ignorując zdanie Bułgarskiego Stowarzyszenia Technologii Informacyjnych. Twórcy standardu twierdzili, że przeprowadzono testy w elitarnych szkołach w Sofii w trakcie opracowywania projektu, jednak nie udostępniono szczegółów dotyczących metodyki badań ani wyników.
Argumentacja twórców za nowym układem polega na tym, że nowe pokolenia przyzwyczają się do niego i będą pisać szybciej, jednak nie wyjaśnia się, dlaczego nie postawiono na promowanie sprawdzonego, efektywnego układu z 1978 r., lecz wprowadza się mniej efektywną alternatywę, szczególnie, gdyż się różni od powszechnie używanego, tradycyjnego układu fonetycznego.

## Pozostałe cyryliczne układy klawiatury

### Bułgarska klawiatura maszynistki
W październiku 1907 Teodor Gyłybow, wówczas szef Biura Stenograficznego przy Zgromadzeniu Narodowym Bułgarii, przeprowadził wraz z zespołem stenografów pierwsze badanie korpusowe języka bułgarskiego, oparte na analizie „10 000 słów pochodzących z różnych dziedzin życia ludzkiego”, w celu stworzenia jednolitego układu klawiatury bułgarskiej. Mimo że maszyny do pisania były obecne w Bułgarii od 1902, nie było standardowego ułożenia liter. Na podstawie badania powstała broszura, będąca pierwszym dokumentalnym źródłem oficjalnie regulującym pisanie na maszynie w języku bułgarskim, a także pierwszym przewodnikiem po profesjonalnym pisaniu dziesięcioma palcami, którą opublikowano na początku 1908.
Układ jest bardzo ergonomiczny, a jego skuteczność udowodniono w zawodach między operatorami klawiatury. Do dziś nie wprowadzono znaczących zmian w układzie, a w 1978 układ ten został zatwierdzony jako Bułgarski Standard Państwowy (BDS 5237:1978).